# Salvelinus neocomensis
Salvelinus neocomensis es una especie de pez de la familia Salmonidae en el orden de los Salmoniformes.

## Alimentación
Comía principalmente  larvas de insectos, caracoles, crustáceos y huevos de peces.

## Hábitat
Era un pez de  aguas dulces  templadas.

## Distribución geográfica
Se encontraba en Europa: lago Neuchâtel (Suiza ).